# Mathias Vanden Borre
Mathias Vanden Borre (Dundee, 14 mei 1987) is een Belgisch jurist en een Vlaams-nationalistisch  politicus uit het Brussels Hoofdstedelijk Gewest, actief voor de N-VA. 

## Levensloop
Vanden Borre studeerde in 2011 af als master in de politieke wetenschappen, optie vergelijkende en internationale politiek aan de KU Leuven en behaalde in 2014 een master in de rechten aan de Universiteit Gent. Tevens ging hij in het academiejaar 2012-2013 op Erasmus-uitwisseling naar de Universiteit van Coimbra in Portugal.
Hij volgde zomerstages bij een advocatenkantoor en de Belgische ambassade in Berlijn en begon zijn professionele loopbaan als jurist-secretaris bij de Vlaamse overheid, op het Vlaams Centrum voor Agro- en Visserijmarketing (VLAM). Hij oefende dit beroep uit van 2014 tot 2015 en werd vervolgens van september 2015 tot juni 2019 raadgever Algemeen Regeringsbeleid op het kabinet van Vlaams minister-president Geert Bourgeois. Hij werkte rond maatregelen inzake transparantie, goed bestuur en modernisering van de overheid.
Bij de lokale verkiezingen van oktober 2018 was hij derde op de N-VA-lijst in Brussel-stad, maar hij werd niet verkozen. Toen lijsttrekker (en enige N-VA-verkozene) Johan Van den Driessche zich in november 2018 uit de politiek terugtrok, werd Vanden Borre zijn opvolger als gemeenteraadslid. Vanaf 3 december 2018 zetelde hij in de gemeenteraad van Brussel. Bij de lokale verkiezingen van oktober 2024 voerde Vanden Borre de N-VA-lijst in Brussel aan, maar raakte hij niet herkozen in de gemeenteraad.
In mei 2019 was Vanden Borre tweede op de N-VA-lijst voor het Brussels Hoofdstedelijk Gewest. De N-VA behaalde 18 procent in de Nederlandse taalgroep en Vanden Borre werd met 1.178 voorkeurstemmen verkozen. Vanaf de installatievergadering van 11 juni 2019 was hij lid van de driekoppige N-VA-fractie in het Brussels Hoofdstedelijk Parlement, daarmee na Groen de tweede grootste Nederlandstalige partij. Hij ging er de dossiers lokale besturen, veiligheid, stadsontwikkeling, huisvesting, binnenlandse zaken, toerisme en administratieve vereenvoudiging opvolgen en werd tevens fractieleider voor zijn partij in de Raad van de Vlaamse Gemeenschapscommissie. In het Brussels Parlement zetelde Vanden Borre in de legislatuur 2019-2024 in de commissies Binnenlandse Zaken, Huisvesting en Territoriale Ontwikkeling. 
Bij de Brusselse gewestverkiezingen van juni 2024 werd hij herkozen met 1.051 voorkeurstemmen. N-VA moest echter een zetel inleveren en viel terug naar de positie van derde grootste partij, na Groen en Team Fouad Ahidar. In zijn tweede legislatuur als Brussels Parlementslid werd Vanden Borre naast secretaris van het Brussels Parlement opnieuw N-VA-fractieleider in de Raad van de Vlaamse Gemeenschapscommissie. Voorts ging hij zetelen in de commissies Territoriale Ontwikkeling, Huisvesting, Binnenlandse Zaken, Economische Zaken en Tewerkstelling en Gelijke Kansen en Vrouwenrechten. Het lidmaatschap van deze laatste twee commissies ruilde Vanden Borre in oktober 2024 voor dat van de commissie Leefmilieu en Energie.